# Saint-Jean-de-Beauregard
 Saint-Jean-de-Beauregard  es una población y comuna francesa, ubicada en la región de Isla de Francia, departamento de Essonne, en el distrito de Palaiseau y cantón de Montlhéry.

## Demografía
| 206 | 226 | 224 | 237 | 265 | 283 |
| Para los censos de 1962 a 1999 la población legal corresponde a la población sin duplicidades (Fuente: INSEE [Consultar]) |     |     |     |     |     |